# Caecilia de censoribus
Caecilia de censoribus o lex Censoria, proposada l'any 54 aC (701 de la fundació de Roma) per Gneu Pompeu Magne i Quint Cecili Metel Pius Escipió, era una llei queanul·lava la llei Clodia de censoribus del 58 aC, i que restablia les formes d'actuació dels censors en l'exercici de les seves funcions com a inspectors i requeria la presència dels dos censors per imposar la nota censoria.
Quan un senador havia estat declarat culpable per una cort ordinària la llei permetia als censors apartar-lo del senat de manera sumària.